# Pokoutník polní
Pokoutník polní (Tegenaria campestris) je pavouk patřící do čeledi pokoutníkovití (Agelenidae).

## Popis
Pavouk má délku těla okolo 5 mm u samce a 6 až 9 mm u samice. Hlavohruď je zbarvena žlutohnědě až červenohnědě s dvěma tmavými klikatými proužky; na okraji hlavohrudi se nachází přerušovaný tmavý lem. Zadeček má oválný tvar, žlutohnědou barvu a jasně viditelný červenohnědý proužek ve středu, který je po obou stranách lemován světlými skvrnkami. Nohy jsou dlouhé, nažloutlé až hnědé, s tmavými kroužky.

## Rozšíření a způsob života
Druh je rozšířen téměř po celé Evropě (nevyskytuje se na Britských ostrovech, Iberském poloostrově a ve Skandinávii) a v severní Africe. V České republice není hojný, ostrůvkovitě se však nachází po celém území, a to v teplých oblastech v nadmořské výšce od 150 do 750 m n. m. Obývá mírně vlhká stanoviště na okrajích světlých lesů, loukách a stráních, na okrajích cest a březích řek. Mezi kameny, rostlinami či převislými břehy si pavouk staví plachetkovité sítě zakončené pavučinovou rourkou, ve které číhá na svou kořist; aktivní je především po setmění. Dospělce lze v přírodě zpozorovat od března do září.

## Podobné druhy
- pokoutník lesní (Tegenaria silvestris)
- pokoutník stájový (Tegenaria ferruginea)